# Materiały ogniotrwałe
Materiały ogniotrwałe (niepoprawnie: materiały ognioodporne) – materiały stosowane w urządzeniach przeznaczonych do pracy w wysokiej temperaturze lub w obecności ognia.
Angielski termin refractory odnosi się do żarowytrzymałości, czyli odporności mechanicznej materiału w wysokiej temperaturze, podczas gdy wyróżnia się jeszcze pojęcie żaroodporności, czyli oporności korozyjnej w tych warunkach.
Są to twarde materiały szamotowe, wysokoglinowe oraz andaluzytowe i mulitowe, z których wytwarza się wkłady izolacyjne do wlewnic oraz okładziny piecowe. Zalicza się do nich również wyroby glinokrzemianowe, magnezjowe, korundowe, magnezjowo-węglowe oraz chromitowe, jak też ogniotrwałe betony glinokrzemianowe.
Używane są także w postaci tkanin oraz taśm termoizolacyjnych.